# 伊丽斯洪·库尔班巴耶娃
伊丽斯洪·库尔班巴耶娃（2002年3月18日—），乌兹别克斯坦女子柔道运动员，2021年世界柔道锦标赛混合团体铜牌得主、2022年亚洲运动会混合团体银牌得主和女子78公斤级铜牌得主。